# Cestrahelmins laruei
Cestrahelmins laruei är en plattmaskart. Cestrahelmins laruei ingår i släktet Cestrahelmins och familjen Deropristiidae. Inga underarter finns listade i Catalogue of Life.